# Saraiella gennargentui
Saraiella gennargentui är en tvåvingeart som beskrevs av Salamanna 1983. Saraiella gennargentui ingår i släktet Saraiella och familjen fjärilsmyggor. Inga underarter finns listade i Catalogue of Life.